# Henry Royce
Sir Frederick Henry Royce, 1. barunet, OBE (27. ožujka 1863. – 22. travnja 1933.), pionir proizvodnje automobila koji je zajedno s Charlesom Stewartom Rollsom osnovao kompaniju Rolls-Royce.

## Rani život
Frederick Henry Royce rođen je u Alwaltonu, Huntingdonshire blizu Peterborougha kao sin Jamesa i Mary Royce (djevojački King) te najmlađi od njihove petero djece. Njegova obitelj vodila je mlin za proizvodnju brašna koji su iznajmili od Crkvenih povjerenika, ali je posao propao te se obitelj preselila u London. Otac mu je umro 1872. godine pa je Royce morao početi zarađivati prodajući novine i dostavljajući telegrame, imavši tada samo jednu godinu formalnog školovanja.
Godine 1878. započeo je pripravništvo u kompaniji Great Northern Railwayu na njezinim poslovima u Peterboroughu zavaljujući financijskoj pomoći tetke. Nakon tri godine ponestalo mu je novca i nakon kratkog vremena u kompaniji za izradu alata u Leedsu vratio se u London gdje se pridružuje kompaniji za električnu svjetlost i energiju. Otišao je 1882. godine u njihov liverpoolski ured radivši ondje na uličnoj i kazališnoj rasvjeti.
Godine 1884. s 20 £ ušteđevine sklopio je partnerstvo s Ernestom Claremontom, prijateljem koji je pridonio 50 £, te su pokrenuli posao izrade kućnih električnih priključaka u Cooke Streetu, Hulme, Manchester pod nazivom F H Royce and Company. Godine 1894. počinju izrađivati dinama i električne kranove pa je F.H. Royce & Company registriran kao društvo s ograničenom odgovornošću. Kompanija je ponovo registirirana 1899. kao Royce Ltd s flotacijom javnog udjela, a sljedeća tvornica otvorena je u Trafford Parku u Manchesteru.

## Vanjske poveznice
- The Sir Henry Royce Foundation, Australia